# Batalha de Edson's Ridge
A Batalha de Edson's Ridge, ("Battle of Edson's Ridge", e também "Battle of the Bloody Ridge", "Battle of Raiders Ridge", e "Battle of the Ridge" na língua inglesa) foi uma batalha terrestre da Campanha do Pacífico da II Guerra Mundial entre Exército Imperial Japonês e  forças terrestres aliadas, principalmente unidades do Corpo de Fuzileiros Navais dos Estados Unidos da América. Os combates aconteceram entre os dias 12 e 14 de setembro de 1942 em Guadalcanal, nas Ilhas Salomão. Esta batalha foi a segunda de três grandes ofensivas terrestres japonesas durante a campanha de Guadalcanal.
Na batalha, os Marines americanos, sob o comando do Major-general Alexander Vandegrift, repeliram a 35ª Brigada de Infantaria, sob o comando do Major-general japonês Kiyotake Kawaguchi. Os fuzileiros defendiam o perímetro do rio Lunga ao redor do Campo Henderson em Guadalcanal, que foi capturado pelos Aliados em 7 de agosto de 1942. A unidade de Kawaguchi foi enviada a Guadalcanal em resposta aos desembarques Aliados e tinha por objetivo recuperar o campo aéreo e expulsar as forças norte-americanas da ilha.
Subestimando as forças dos Aliados em Guadalcanal —cerca de 12 mil homens— os 6 mil soldados de Kawaguchi investiram num assalto frontal contra as linhas americanas. A principal investida japonesa aconteceu nas pequenas cordilheiras às margens do Lunga ao sul de Henderson Field, guarnecido por várias tropas dos fuzileiros navais dos Estados Unidos, sob o comando do Tenente-coronel Merritt A. Edson. Apesar dos Marines quase terem sido sobrepujados, o ataque de Kawaguchi foi derrotado, com enormes baixas sendo infligidas aos japoneses.
Devido a participação fundamental das tropas do Coronel Edson na batalha, as serras e cordilheiras (ridges) onde o confronto aconteceu passaram a ser chamados pelos historiadores de "Edson's ridge". Depois da batalha, os japoneses continuaram a enviar tropas a Guadalcanal para continuar a tentar recuperar o campo Henderson, desguarnecendo assim outras bases no Pacífico Sul.